# シャレード・サーキット
シルキュイ・ド・シャラード（仏: Circuits de Charade, シャレード・サーキット）はフランスのクレルモン＝フェラン近郊にあるサーキット。
1965年、1969年、1970年、1972年にF1フランスGPが開催された。カーブ、起伏の多い山の中のサーキットでストレートはほとんど無く非常に難しかった。ジム・クラーク、ジャッキー・スチュワート、ヨッヘン・リントがF1で優勝している。
現在は改修され大幅に短縮されている。